# Eduardo Frei Ruiz-Tagle
Eduardo Frei Ruiz-Tagle (født 24. juni 1942 i Santiago, Chile) er en chilensk civilingeniør og politiker. Han var præsident for Chile mellem 1994–2000. Han tilhører Partido Demócrata Cristiano, et chilensk kristendemokratisk parti. Fra 2006 til 2008 var han senatspræsident.
Han er søn af Eduardo Frei Montalva, præsident i Chile fra 1964 til 1970.